# Ford de 1957
Voir aussi : Ford Fairlane, Ford Crestline, Ford Ranchero et Ford Courier

La Ford 1957 était une automobile américaine produite par Ford qui a duré jusqu'en 1959. La Ford Crown Victoria n'était plus, et la Crown Victoria Skyliner au toit en verre acrylique s'est effacée au profit d'un nouveau modèle, la Fairlane 500 Skyliner à toit rétractable.
Le nouvel agencement du châssis a induit un abaissement significatif du plancher, engendrant ainsi une esthétique plus basse et allongée. Les dimensions des roues ont été réduites, passant d'un diamètre de 15 mètres à 14 mètres, ce qui a également contribué à l'apparence plus épurée. L'élément central de ce châssis réside dans un différentiel dont le pignon est remarquablement bas par rapport aux arbres d'essieu, en contraste avec les engrenages hypoïdes classiques.

## 1957
En 1957, les modèles conservaient leur face avant avec deux phares proéminents surplombant une grille horizontale, tout comme leurs prédécesseurs, mais se distinguaient par leurs longs flancs et leurs ailerons arrière pointus. Différentes finitions étaient proposées, allant de la Custom de base aux modèles Custom 300, Fairlane, et la finition haut de gamme Fairlane 500. Les modèles Custom avaient un empattement de 2 946 mm, tandis que les Fairlane avaient un empattement de 2 997 mm. Les berlines 4 portes "Custom" se différenciaient des Fairlane par leur glace de custode à l'arrière des portières et l'absence de version hardtop. En outre, un nouvel hybride voiture/pick-up basé sur un châssis à empattement court, le Ranchero, a été introduit.
Le moteur six cylindres en ligne OHV de 3,7 L produisait désormais 144 ch (107 kW). La gamme de moteurs V8 comprenait un Y-Block de 4,5 L développant 190 ch (142 kW), une version Thunderbird de 292 pouces cubes (4,8 L) développant 212 ch (158 kW), un V8 de 312 pouces cubes développant 245 chevaux, et un Thunderbird Special suralimenté de 5,1 L produisant 300 ch (224 kW), désigné "Police Interceptor". Deux versions avec double carburateur 4 barils du V8 atmosphérique de 372 centimètres cubes, évaluées à 270 et 285 ch, étaient disponibles. La version de 270 ch avait la même came que tous les autres moteurs V8 mais était équipée d'amortisseurs de vibrations sur les ressorts de soupape. Le moteur de 285 ch avait une came de course et n'était disponible que pour la NASCAR et peut-être d'autres courses. Cette option était surnommée "E code" et était disponible dans tous les types de carrosseries. Elles venaient en standard avec un volant profond. La radio comportait pour la première fois une sortie audio transistorisée. Il y avait des lumières pour le générateur et l'huile au lieu de jauges. Les dispositifs de commande ont été intégrés afin d'augmenter la sécurité (la finition de sécurité Lifeguard restait disponible). Cette adaptation a été réalisée dans le dessein d'accroître la sûreté des opérations. Cependant, la sécurité ne suscitait pas encore l'engouement commercial. Dans un sondage mené auprès des détenteurs de Ford de l'année 1957, publié dans le numéro de mars 1957 de Popular Mechanics, seulement 6,2 % des détenteurs ont opté pour l'installation de ceintures de sécurité.
Le nouveau châssis introduit avec les Ford de 1957 déplaçait les poutres périphériques afin qu'elles enveloppent complètement les passagers.
En 1957, Ford parvint à se hisser au rang de voiture la plus vendue en Amérique, dépassant son grand rival Chevrolet pour la première fois depuis 1935.

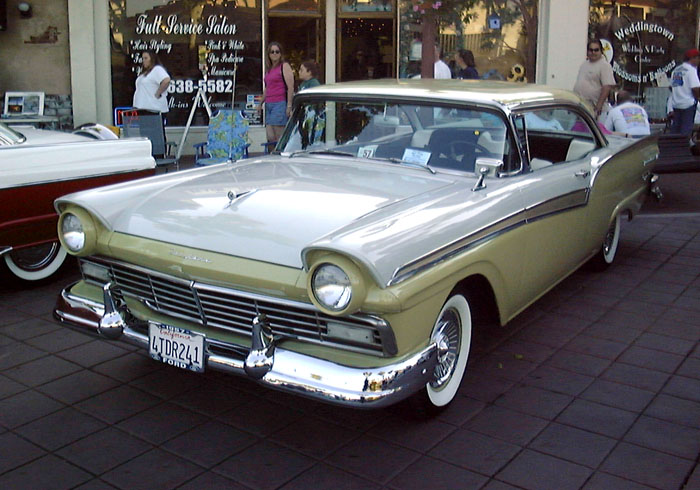
Ford Fairlane 500 Club Victoria de 1957
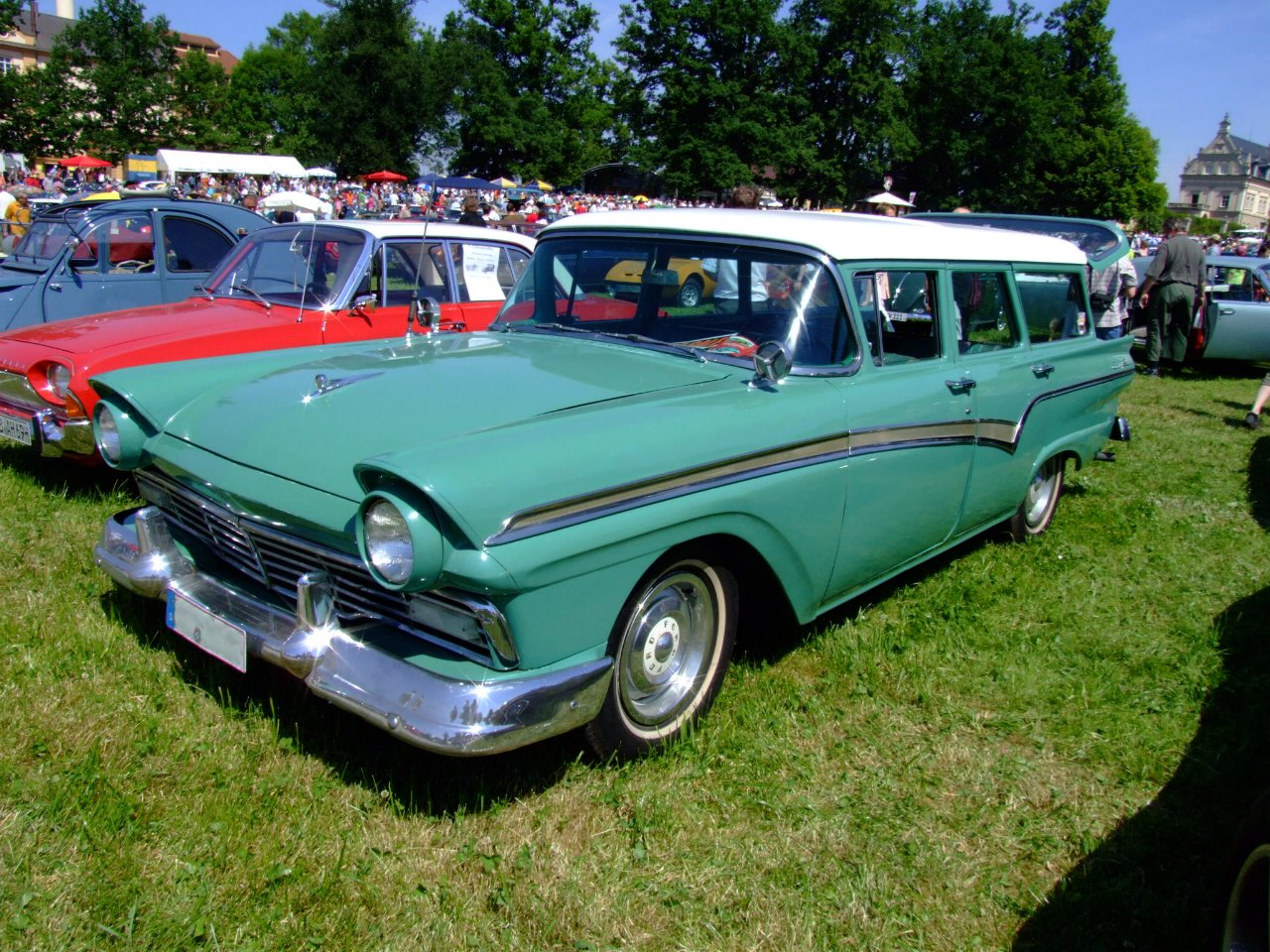
Ford Country Sedan de 1957
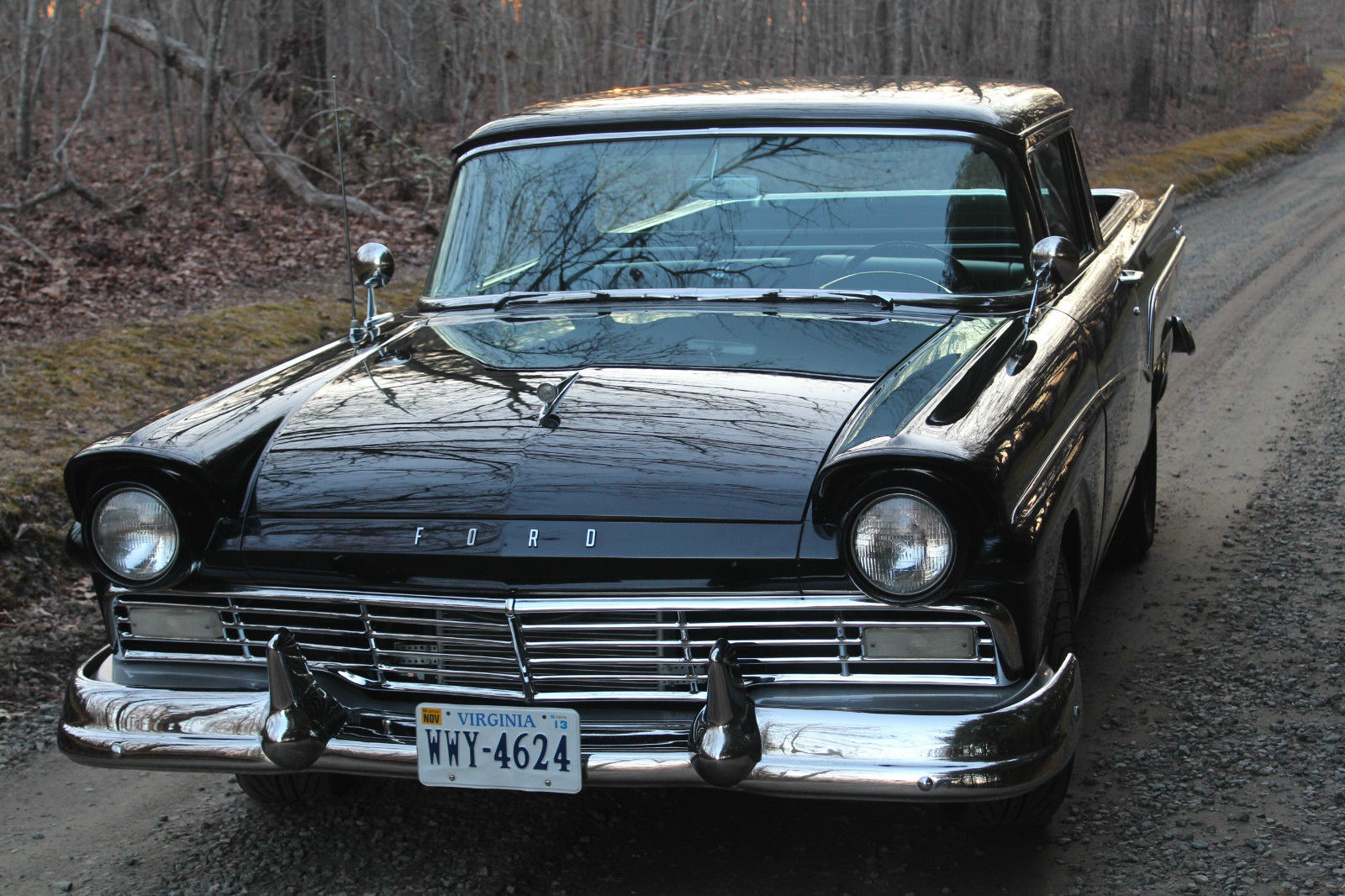
Ford Custom Ranchero de 1957

## 1958
La gamme a été actualisée par l'ajout d'une écope de capot simulée et d'un carénage avant incorporant des phares doubles. Les ouvertures de calandre rectangulaires ont été remplacées par des cercles et la calandre a été déplacée vers le pare-chocs. Une nouvelle boîte automatique Cruise-O-Matic à 3 vitesses, qui était disponible en option avec la transmission automatique Ford-O-Matic à 2 vitesses et la transmission manuelle. Les moteurs ont également été mis à jour, avec l'abandon du moteur de 272 pouces cubes (4,5 litres), remplacé par un moteur de 292 pouces cubes (4,8 litres) développant 205 chevaux (153 kilowatts), ainsi qu'un nouveau V8 FE de 5,4 litres produisant 240 chevaux (179 kilowatts) avec carburateur double corps et 265 chevaux (198 kilowatts) dans sa version "Interceptor" à carburateur quadruple corps. Le nouveau V8 de 352 pouces cubes (5,8 litres), également surnommé "Interceptor", a fait son apparition avec une puissance de 300 chevaux (224 kilowatts). Un filtre à huile à plein débit est devenu la norme sur toute la gamme. En 1958, la production de la Galaxie a débuté à l'usine d'assemblage de Lorain, Ohio, et s'est poursuivie jusqu'en 1959, avec 102 869 Galaxie produites là-bas. La suspension pneumatique est devenue une option disponible.
La version cabriolet de la Ford Fairlane 500, la Ford Fairlane 500 Skyliner (également connue sous le nom de Skyliner Retractable Convertible), fabriquée en 1957, 1958 et 1959, représentait le véhicule le plus coûteux proposé par Ford. La Skyliner de 1958 était commercialisée à 3 163 $, tandis que le cabriolet standard était vendu à 2 650 $ et la berline à 2 055 $. Un total de 14 713 unités ont été produites en 1958. La Ford Fairlane 500 Skyliner pesait 950,26 kilogrammes.

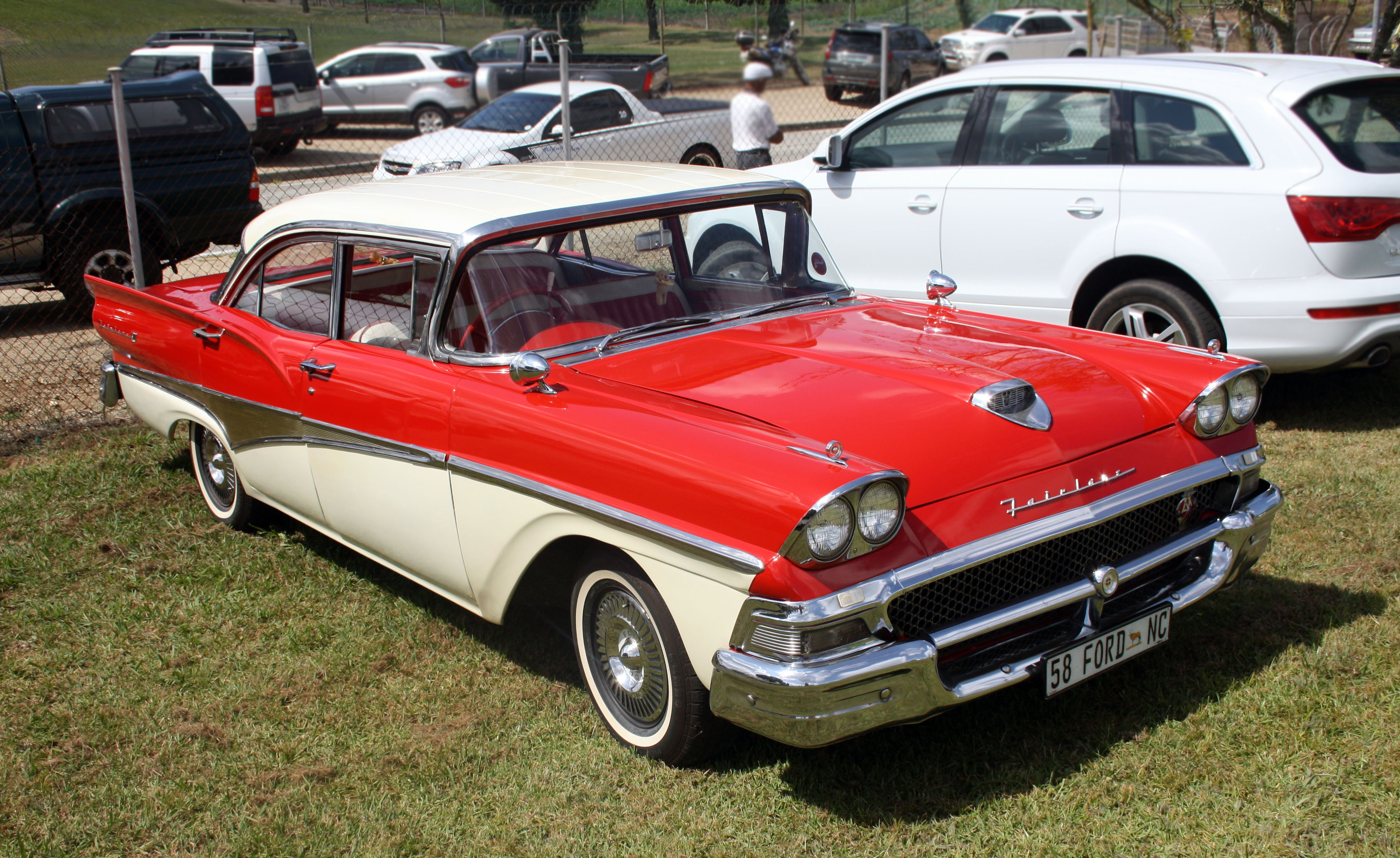
Ford Fairlane 500 berline de 1958
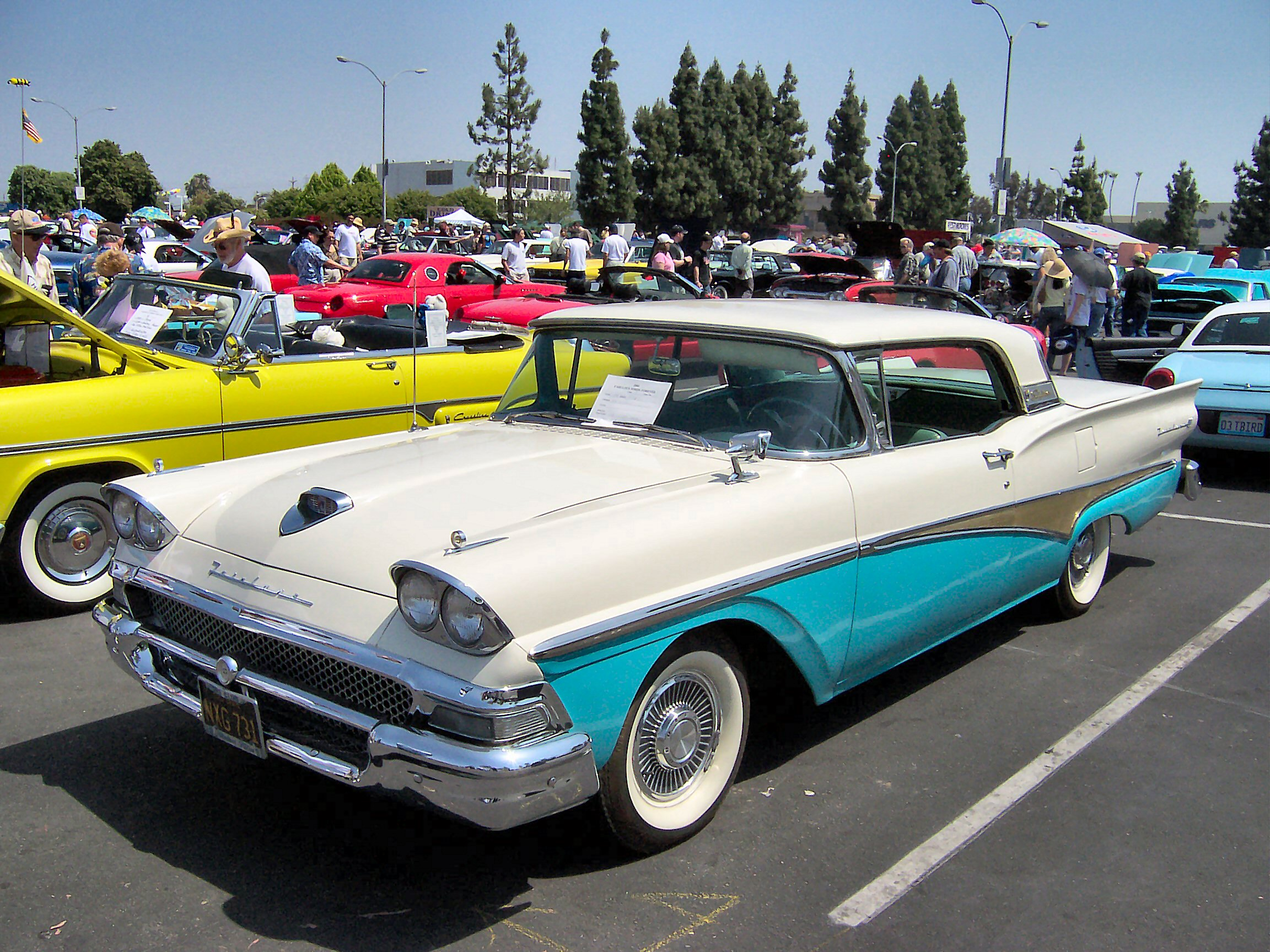
Ford Fairlane 500 Skyliner de 1958
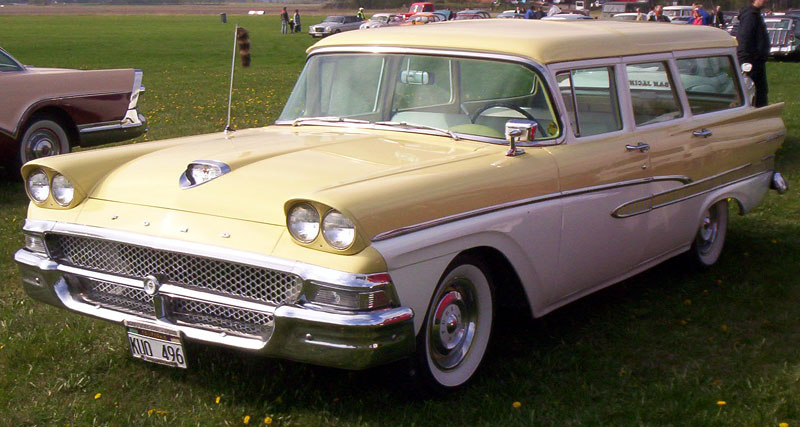
Ford Country Sedan de 1958
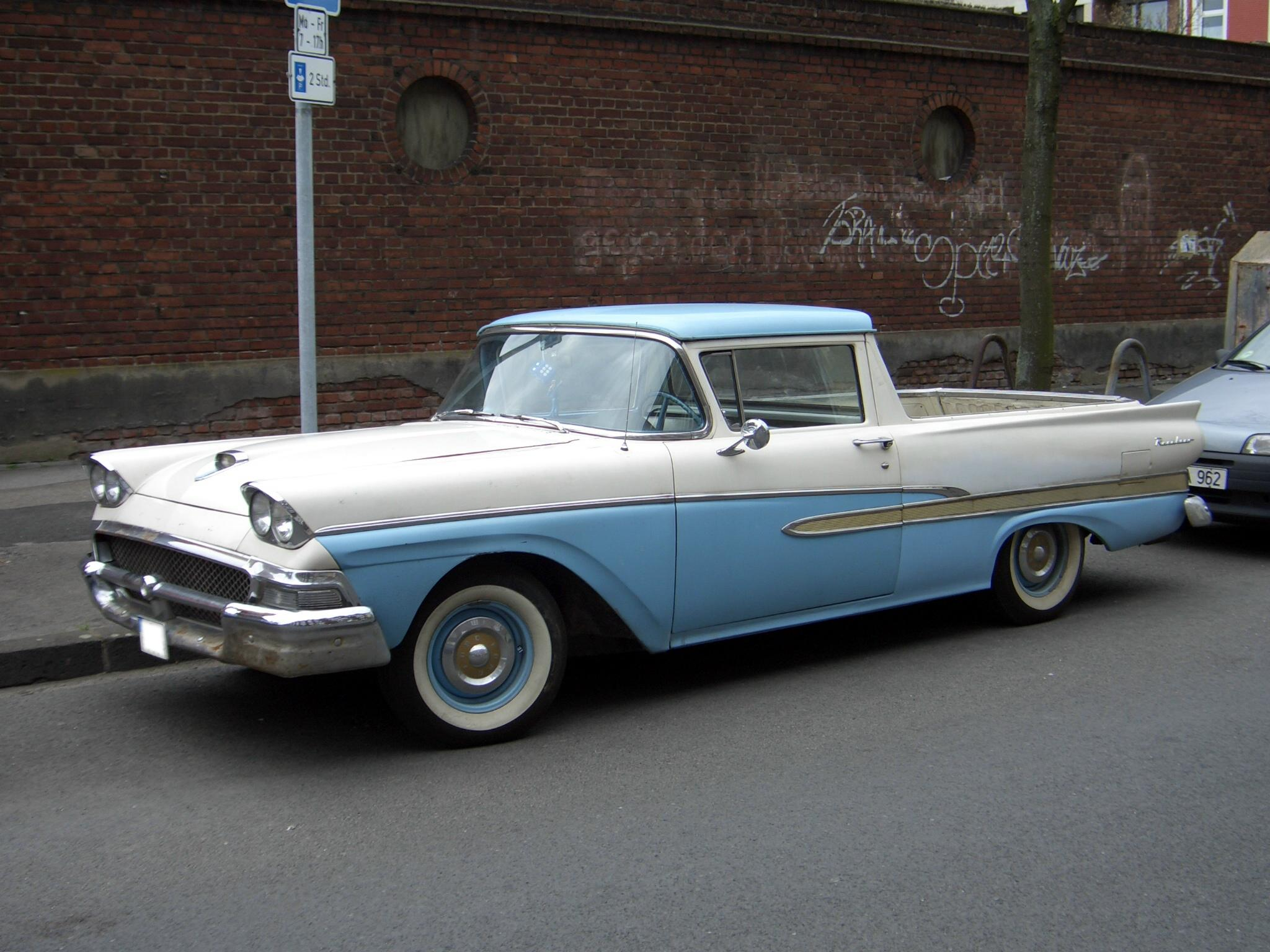
Ford Ranchero de 1958

## 1959
En 1959, le segment haut de gamme de Ford était représenté par la nouvelle Galaxie, positionnée au-dessus de la Fairlane 500. La Galaxie se distinguait par son toit plus anguleux, inspiré des lignes des Thunderbird. La gamme Custom fut abandonnée, la Custom 300 redessinée étant désormais le modèle le plus basique. Toutes les voitures Ford de cette année-là étaient construites sur un empattement long de 2 997 mm. Une nouveauté en matière de sécurité était l'introduction d'accoudoirs entièrement rembourrés et de serrures de porte arrière dotées de dispositifs de sécurité pour les enfants. Les prix américains allaient du milieu des 1 000 $ au bas des 3 000 $. Cette itération fut également fabriquée en Australie, à compter de la fin de l'année 1959. Les variantes locales comprenaient la prestigieuse Fairlane 500, la plus abordable Custom 300 (toutes deux disponibles en berlines) ainsi que le Ranch Wagon. Les modèles australiens étaient équipés du moteur "Thunderbird" de 5,4 litres, générant une puissance de 204 chevaux. En 1960, la gamme a été mise à jour avec la calandre et les garnitures de la Meteor canadienne de 1959.

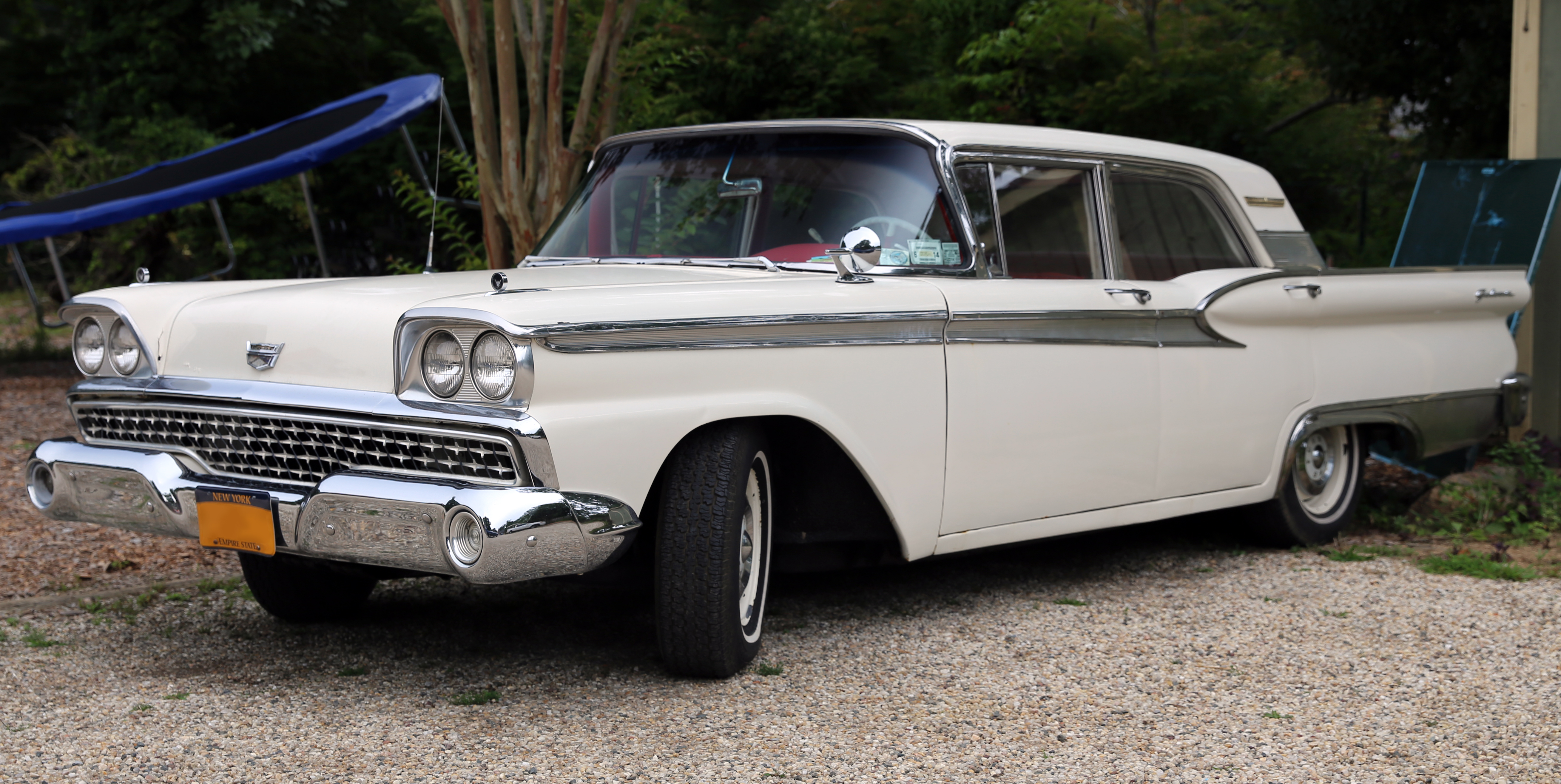
Ford Galaxie Town Sedan de 1959
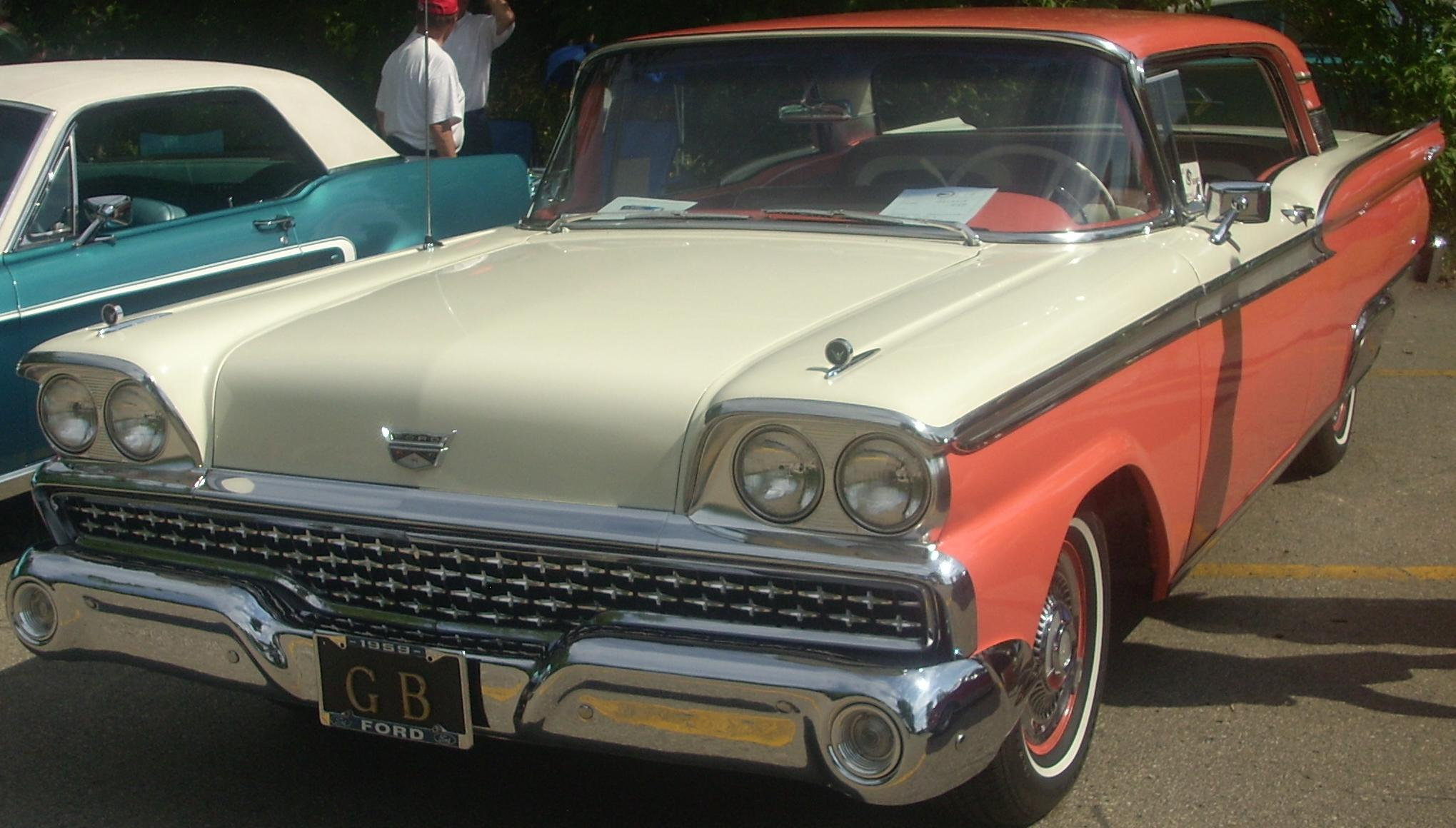
Ford Galaxie Club Victoria de 1959
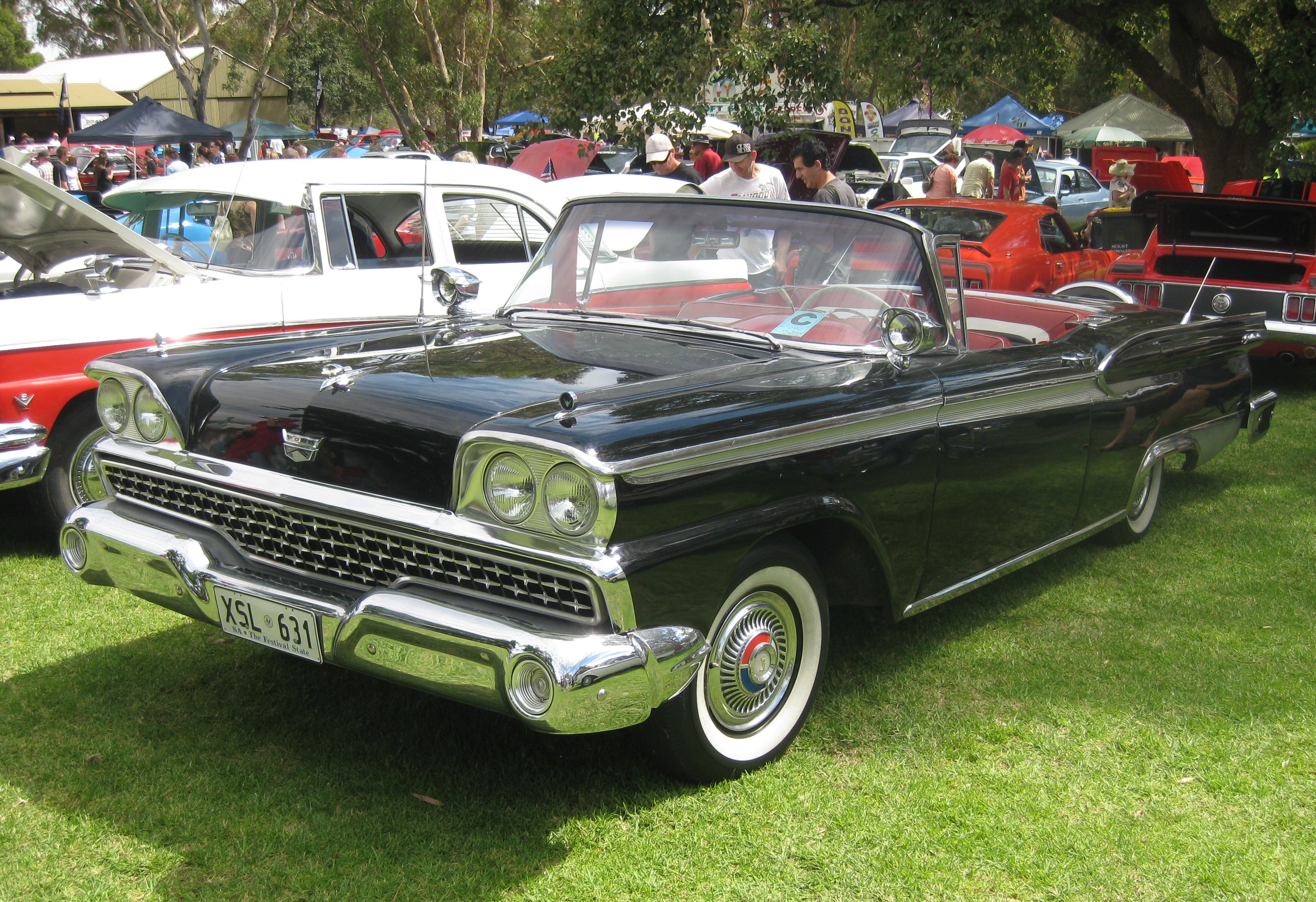
Ford Galaxie Sunliner cabriolet de 1959
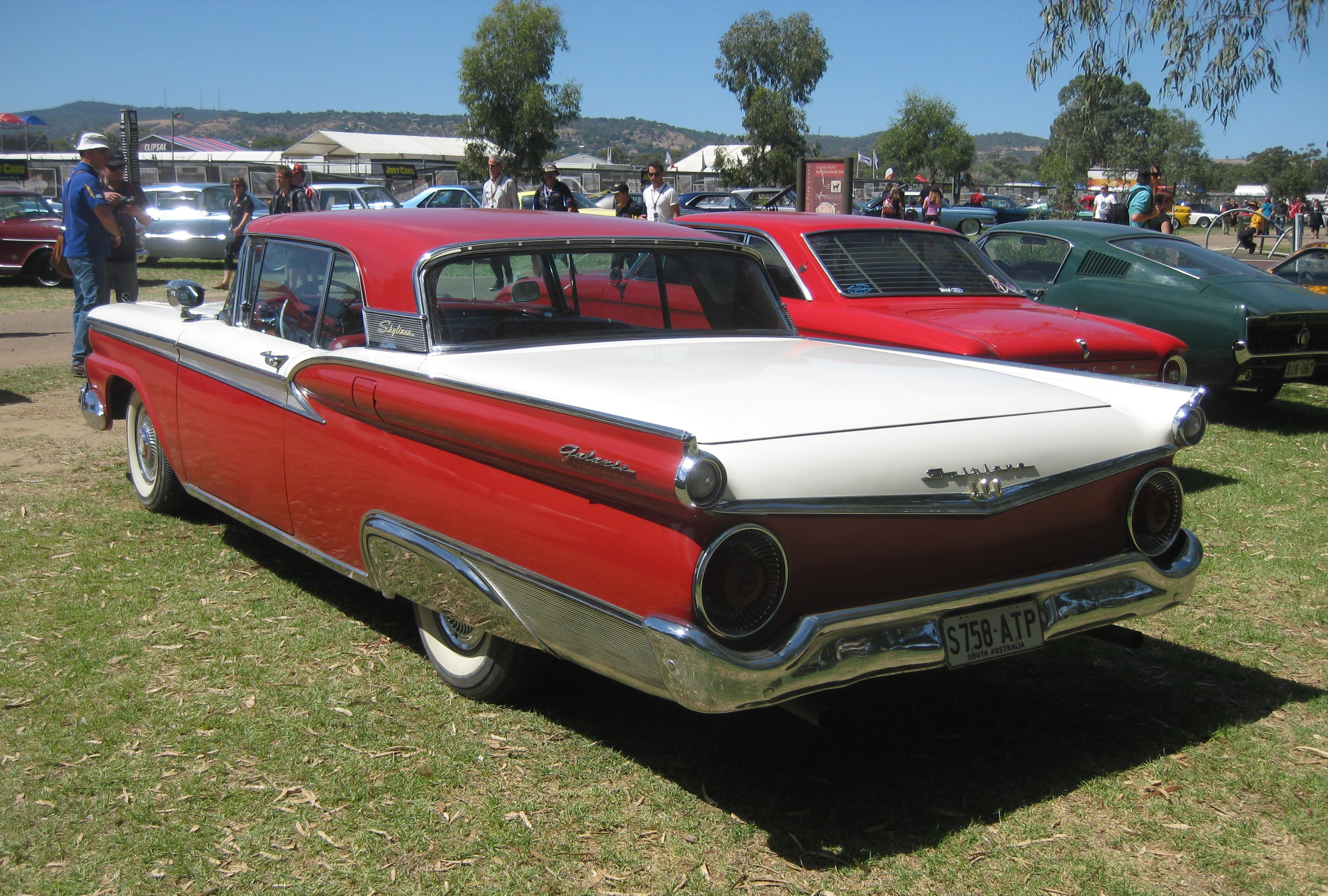
Ford Galaxie Skyliner de 1959. Les Galaxie de 1959 portaient à la fois les badges Fairlane 500 et Galaxie
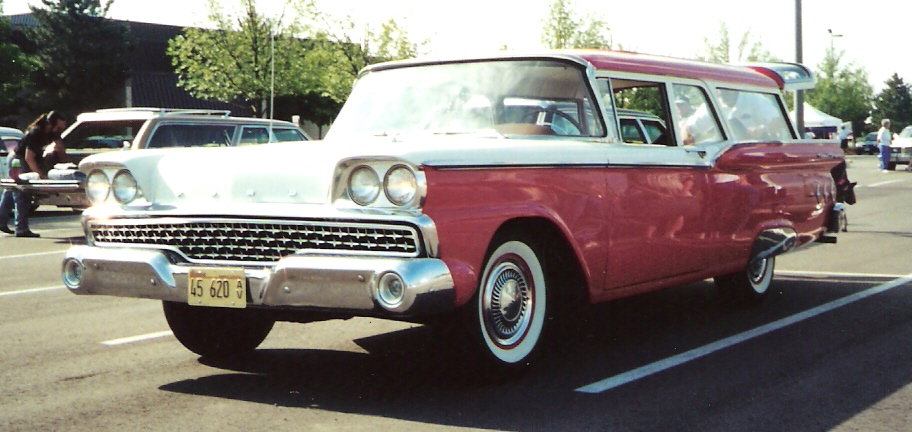
Ford Ranch Wagon de 1959 (2 portes)
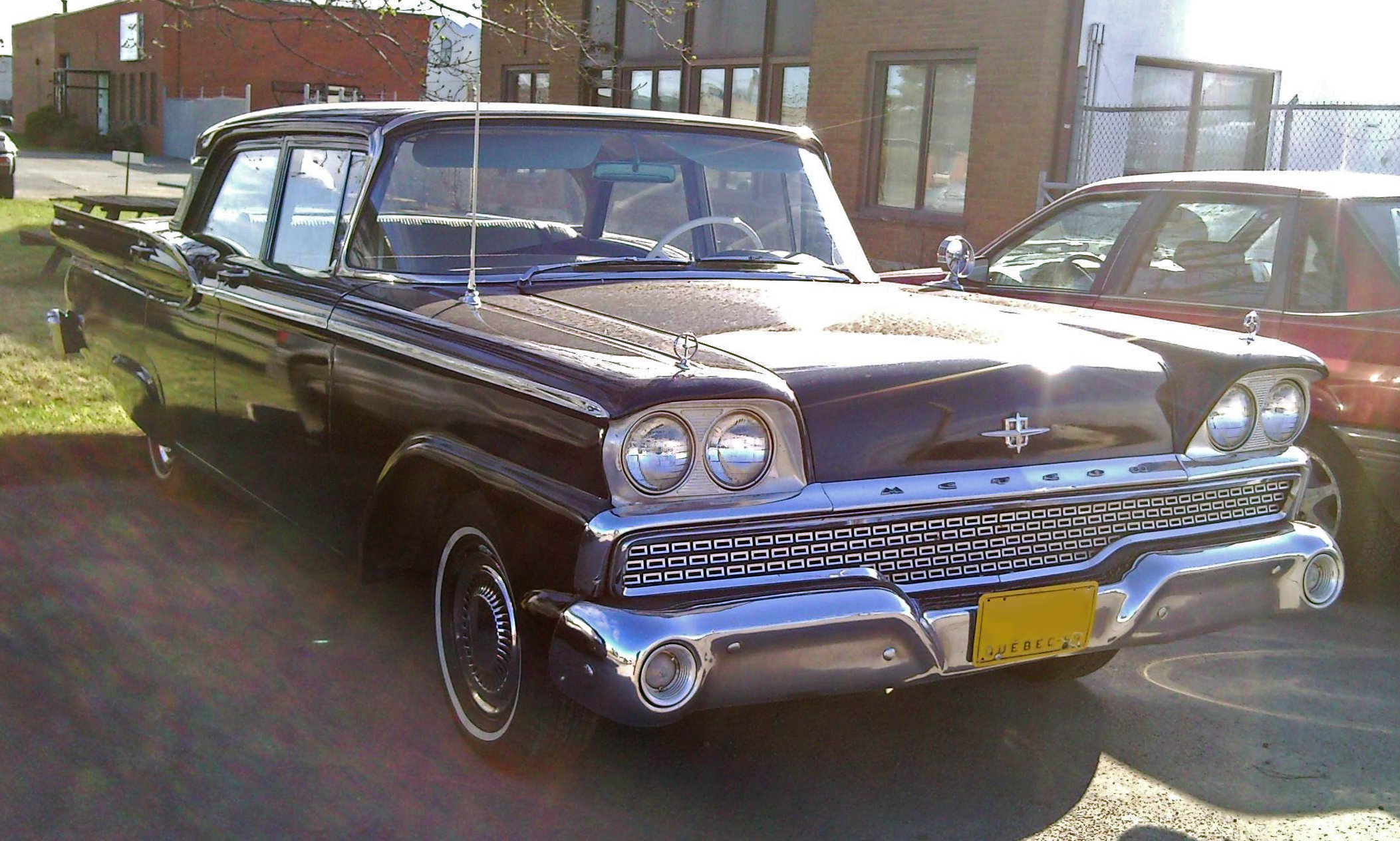
Meteor de 1959 (Canada)
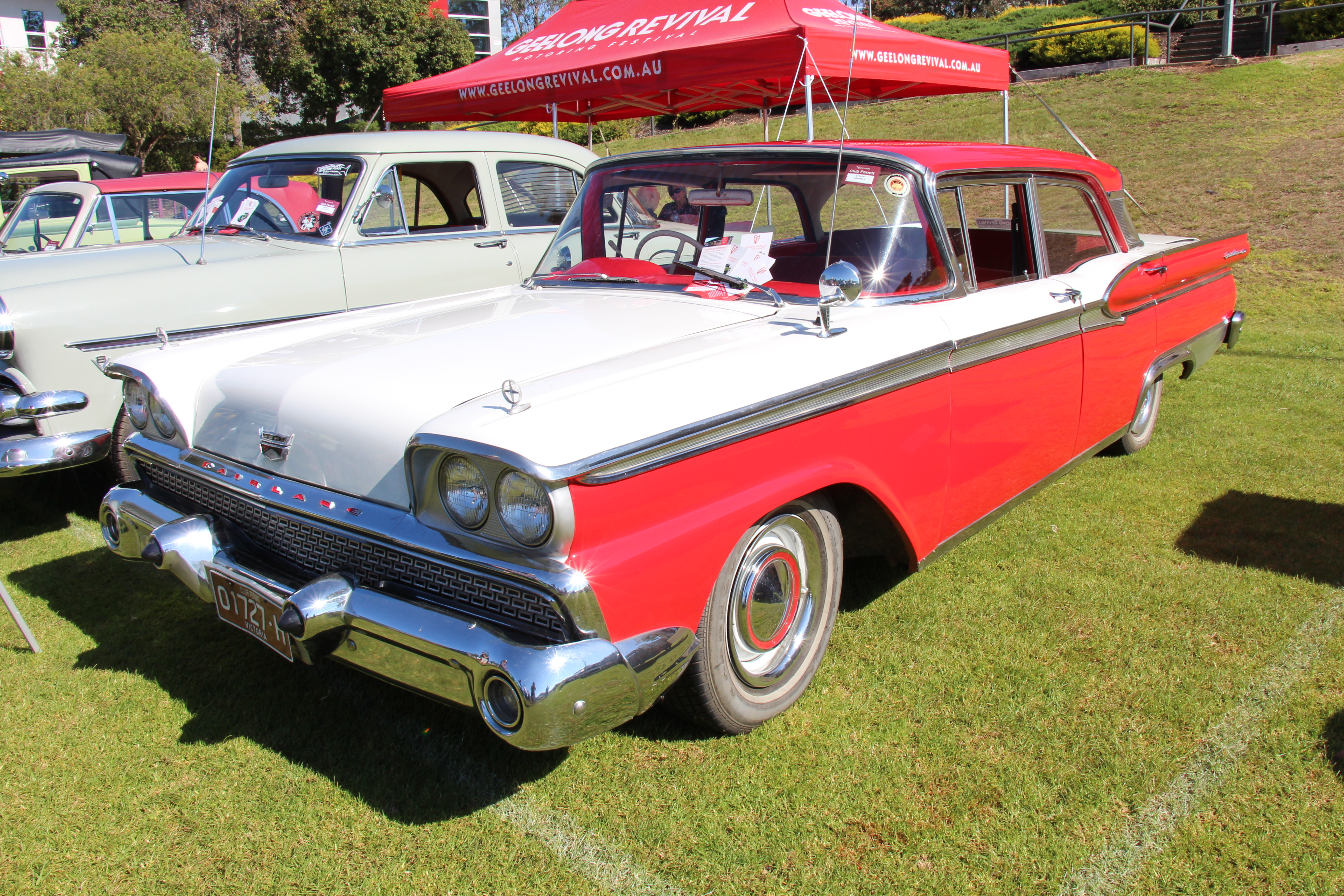
Fairlane 500 de 1960-61 de construction australienne avec calandre révisée